# María Luisa Martínez Gistau
María Luisa Martínez Gistau és directora de comunicació i relacions institucionals de CaixaBank des de l'any 2016. És llicenciada en Història Contemporània per la Universitat de Barcelona i en Ciències de la informació per la Universitat Autònoma de Barcelona.
L'any 2022 va ser nomenada millor directora de comunicació d’Espanya de l’any 2022 per la revista Forbes.
El 2025 fou inclosa a la llista Forbes de les 100 dones més influents de Catalunya.